# Super Mario 3D World
Super Mario 3D World —  видеоигра из серии Mario, разработанная компанией Nintendo EAD Tokyo для платформы Nintendo Wii U. Она была выпущена 21 ноября 2013 года в Японии, 22 ноября — в США и Северной Америке, 26 ноября — в Бразилии и Южной Америке, 29 ноября — в Европе и России, и 30 ноября — в Австралии. Игра была впервые представлена на ежегодной выставке Electronic Entertainment Expo в Лос-Анджелесе. Является сиквелом Super Mario 3D Land для Nintendo 3DS.

## Сюжет
Марио, Луиджи, Принцесса Пич и Тоад во время прогулки обнаруживают покосившуюся стеклянную трубу. Водопроводчики чинят её и оттуда вылетает Принцесса Сприкси, и заявляет, что Боузер похитил её сестёр и держит их в заточении. Внезапно появляется злодей, хватает фею, помещает её в банку и ныряет обратно в трубу. Марио с друзьями незамедлительно бросаются в погоню. Компания замечает, что оказалась на землях «Королевства Фей» и пытается разыскать пропавших фей.

## Игровой процесс
Уровни схожи с уровнями Super Mario 3D Land, которые сочетают в себе механики как из двухмерных, так и из трёхмерных платформеров про Марио. Доступ к уровням осуществляется через карту мира, где можно ходить, разбивать блоки и собирать монеты, иногда и зелёные грибы. В каждом уровне есть 3 зелёные звезды, которые нужны для открытия определённых уровней, и печать, которую можно использовать в рукописных сообщениях ныне несуществующего онлайн-сообщества Miiverse. Игроки также могут просматривать сообщения, оставленные другими игроками, как на карте мира, так и после прохождения уровня, и могут загружать «Mii Ghosts», которые представляют собой живые записи о прохождении уровней другими игроками. С призраками можно соревноваться, и они могут содержать подарочные призы, такие как монеты или дополнительные жизни. Дополнительные звёзды можно получить в уровнях с Капитаном Тоадом и в домах загадок. Про уровни с Капитаном Тоадом в 2014 (2015 в Европе и Австралии) на Wii U вышла игра Captain Toad: Treasure Tracker.
Играть можно до четырёх игроков, один игрок будет играть с помощью Wii U GamePad'а, а остальные с помощью Wii Remote'а или Wii U Pro Controller'а. В этой игре используются такие особенности Wii U GamePad'а как микрофон и экран. С помощью того, когда игрок с Wii U Pro Controller'ом дует в микрофон или ведёт пальцем по сенсорному экрану, можно найти секретные блоки или монеты, иногда это может пригодится для передвижения или выдвижения разных платформ. Так же с помощью сенсорного экрана можно разбивать блоки с вопросительным знаком или остановить врагов.

### Персонажи
Всего в игре 5 играбельных персонажей, и у каждого, кроме Марио, имеются свои особенности: Луиджи — прыгает выше всех, Тоад — бегает быстрее всех, Принцесса Пич — может парить на несколько секунд при помощи своего платья, Розалина — может использовать вращающуюся атаку, как в играх Super Mario Galaxy. За Розалину можно поиграть не сразу, чтобы за неё поиграть, необходимо пройти тематический уровень по Super Mario Galaxy. Игроки могут взаимодействовать между собой на уровнях, брать, переносить, бросать друг друга. В конце уровня, подсчитываются очки всех игроков, у кого большее количество очков, на того надевается корона.

### Предметы
Наряду с предметами, возвращенными из предыдущих игр, такими как Огненный цветок, Супер лист, Мега-гриб, Ящик с пропеллером и Цветок-бумеранг, добавлено несколько предметов. Супер колокольчик даёт игрокам костюм кота, позволяющий им бегать быстрее, выполнять уникальные атаки и взбираться по стенам, чтобы достичь новых областей. Так же в игре есть Колокольчик Удачи, который позволяет игроку во время резкого падения превратить своего персонажа в статую Манэки-нэко, что бы собрать немного монет во время падения. Двойная вишня - клонирует игрока, что позволяет проводить более эффективные атаки и повышать шанс на выживание; чем больше Двойных вишен использует игрок, тем больше появляется клонов. Игроки могут носить ящики с пушками, которые стреляют по врагам, световые блоки, которые могут побеждать призраков, и маски гумбы, которые позволяют им сливаться с вражескими гумбами. Игроки могут собирать различные предметы, такие как бомбы, бейсбольные мячи и растения-пираньи (которые можно использовать для победы над врагами или решения головоломок), и могут кататься на коньках или на водном динозавре по имени Плесси.

## Разработка
23 января 2013 года на Nintendo Direct Сатору Ивата объявил, что новый трёхмерный платформер про Марио создаётся командой разработчиков Super Mario Galaxy. Название было объявлено на E3 2013 Nintendo Direct 11 июня 2013 года, а ориентировочная дата релиза - ноябрь 2013 года.

Разработка началась вскоре после выхода Super Mario 3D Land. Штат из 100 человек, включая продюсера Ёсиаки Коидзуми, писали идеи игровой механики на стикерах, которые собирались на стенах студии и затем оценивались. Если команде понравилась идея, они реализовали её в игре, чтобы проверить. Кэнта Мотокура, директор игры, заявил:
«Мы обсудили и отбросили огромное количество идей во время разработки - иногда вы просто не можете сказать, хорошая идея или плохая, глядя на неё на чертёжной доске; когда она приходит, мы попробуем её в игре. Если мы не сочтем эту идею интересной, она не дойдет до конечного продукта. Из-за этого было много изменений в дизайне уровней». 
Фирменный кошачий костюм из игры появился на ранней стадии разработки, чтобы реализовать механику атаки, ввести возможность лезть по стенам и помочь новичку преодолевать препятствия. Вдохновение для создания двойной вишни, клонирующей персонажа игрока, пришло на поздней стадии разработки, когда разработчик по ошибке вставил дополнительную копию модели персонажа Марио на уровень. Команда была обрадована, увидев, что игра не вылетела из-за присутствия двух одинаковых персонажей, и была удивлена, что можно было управлять обоими одновременно. Разработчики «поторопились» включить эту функцию в финальную версию игры. По словам Коити Хаясиды, Пич изначально не собиралася быть игровым персонажем. Ёсиаки Коидзуми предложил сделать Пич играбельной, и это было согласовано. Коидзуми рассуждал:
«Я думаю, что в многопользовательской игре она значительно усиливает чувство соперничества. Разные люди могут выбирать разных персонажей в зависимости от их личности или того, кто им нравится».
Хаясида также сообщил, что Super Mario 3D World задумывался как игра для Wii U, которая понравится поклонникам New Super Mario Bros., а также де-факто продолжение Super Mario 3D Land. Команда столкнулась с проблемами при анимации начальной сцены из-за того, что Боузер был помещен в трубу. Пришлось оживить его в духе Чака Джонса и Ричарда Уильямса. Кроме того, разработчики отдали дань уважения фильму Хаяо Миядзаки 1979 года «Замок Калиостро» и анимационному фильму Диснея «Великий мышиный сыщик» 1986 года, фильм Миядзаки и Биг-Бен из фильма 1986 года, впоследствии оказали большое влияние на битву с Мяузером. Точно так же Розалина была позже добавлена в качестве игрового персонажа. Кэнта Мотокура сказал:
«Я думал о том, что было бы приятно добавить после финала, и решил добавить еще одного женского персонажа в дополнение к принцессе Пич. У Розалины есть поклонники среди фанбазы Super Mario Galaxy, и она недавно появилась в Mario Kart , так что я думаю, она хорошо известна».
Саундтрек к игре написали Махито Ёкота, Наото Кубо, Сихо Фудзи, Рио Нагамацу, Тору Минегиси , Кодзи Кондо и Ясуаки Ивата, он был исполнен Mario 3D World Big Band, который они сформировали после того, как вдохновились джазовой музыкой. Был выпущен саундтрек для членов Club Nintendo в Японии, Австралии и Европе, включающий 77 треков на двух CD-дисках. В разработке игры участвовала 1-Up Studio.

## Принятие
| Сводный рейтинг       | Сводный рейтинг |
| Агрегатор             | Оценка          |
| --------------------- | --------------- |
| GameRankings          | 92,56 %         |
| Metacritic            | 93/100          |
| Иноязычные издания    |                 |
| Издание               | Оценка          |
| Destructoid           | 10/10           |
| Edge                  | 9/10            |
| Eurogamer             | 10/10           |
| Famitsu               | 38/40           |
| Game Informer         | 9,25/10         |
| GameSpot              | 9/10            |
| GamesRadar+           | [ 23 ]          |
| IGN                   | 9,6/10          |
| Joystiq               | [ 25 ]          |
| Nintendo World Report | 10/10           |
| GamingSoul            | 9,5/10          |

### Русскоязычные издания
Игромания оценили игру на 9/10, сказав, что:
«3D World завлекает не сюжетом, не глубинным смыслом и даже не некой абстрактной культовостью (хотя она, вне всяких сомнений, где-то да проявляется). Она завлекает игрой, самодостаточной и совершенно чистой. Ее нужно не смотреть, не читать, не осознавать — в нее нужно играть. А играть в «Марио» по-прежнему очень весело как в одиночку, так и в компании друзей».
Канобу оценили игру на 8/10.

### Продажи
В Японии продажи в розницу за три дня в первую неделю составили 99 588 копий (без учета продаж в eShop) что составляет 57% от первоначального объёма продаж. Поначалу продажи считались низкими, но в последующие недели игра сохранила высокие продажи. К 5 января общий объем продаж в Японии составил около 400 000 единиц, и она все еще оставалась в 10 лучших еженедельных чартах.
В Великобритании игра дебютировала под номером 14, после своего конкурента Knack, который дебютировал под номером 13. К апрелю 2014 года Nintendo смогла продать игру в Германии более 100 000 раз. Это первая игра для Wii U в Германии, достигшая такого рубежа продаж. Во Франции до мая 2014 года Super Mario 3D World была продана около 125 000 раз.
По данным NPD Group, за первые восемь дней на рынке в США было продано 215 000 единиц из 10 лучших.
По состоянию на 30 сентября 2020 года, игра была продана в 5,86 миллионов копий по всему миру, что делает её второй самой продаваемой игрой для Wii U.

## Наследие
На основе уровней с Капитаном Тоадом вышла игра-головоломка Captain Toad: Treasure Tracker, для Wii U 13 ноября в Японии, 5 декабря в Северной Америке, 2 января в Европе и России, 3 января в Австралии. 13 июля 2018 года игра вышла на Nintendo 3DS, где в игру можно было поиграть с эффектом 3D, и на Nintendo Switch.
В конце 2014 года Nintendo выпустила загружаемый контент для Mario Kart 8, содержащий возможность играть за Кошку Пич, которая одета в розовый костюм кошки, полученный при получении Супер Колокольчика из Super Mario 3D World.
Элементы из Super Mario 3D World появляются в Super Mario Maker 2 в качестве предметов, которые игроки могут использовать при разработке своих уровней.

## Super Mario 3D World + Bowser's Fury
О порте игры для Nintendo Switch  стало известно 3 сентября 2020 года на Nintendo Direct, посвящённое 35-летию Super Mario Bros. Порт добавляет сетевую кооперативную игру, поддержку amiibo, фото-режим и игру на четырех игроков в уровнях из Captain Toad. Среди других различий - увеличение базовой скорости персонажей, новой способности, стикеры для фото-режима (ранее они применялись для Miiverse, закрытого 7 ноября 2017) .

### Bowser's Fury
В Bowser's Fury, Марио попадает на острова Страны кошек, где он объединяется с Боузером-Младшим, чтобы спасти Боузера от загадочной силы. В отличие от основной игры, в Bowser's Fury имеется целый открытый мир. Чтобы спасти Боузера, Марио должен собрать котофей, чтобы активировать Гига-колокольчик и стать Гига-марио котом. Время от времени, Боузер будет просыпаться и атаковать игрока. Боузер-Младший может атаковать врагов с помощью кисточки, а также находить спрятанные предметы. За него может играть второй игрок.
Порт на Nintendo Switch вышел 12 февраля 2021 года вместе с amiibo-фигурками Марио-кота и Кошки Пич.